# Prionodon pardicolor
Il linsango macchiato (Prionodon pardicolor Hodgson, 1842), è un carnivoro della famiglia dei Viverridi diffuso nell'Asia sud-orientale.

## Descrizione
Carnivoro di medie dimensioni con la lunghezza della testa e del corpo tra 350 e 370 mm, la lunghezza della coda tra 310 e 340 mm, la lunghezza del piede tra 60 e 70 mm, la lunghezza delle orecchie tra 30 e 35 mm e un peso fino a 600 g.
Il corpo è snello con gli arti relativamente corti. Il collo è molto lungo. la pelliccia è corta, fine e densa, il colore generale varia dal brunastro sul dorso e bruno-olivastro chiaro sui fianchi a completamente ocra-arancione. Sono presenti due strisce longitudinali nere che si estendono dalla fronte indietro fino alle spalle. Due file di macchie scure corrono lungo il dorso parallelamente alla spina dorsale, fino a fondersi in un'unica striscia in prossimità della coda. Ogni fianco ha tre o quattro file di macchie. La coda è lunga, quasi quanto la testa ed il corpo, con otto-dieci anelli scuri mentre la punta è biancastra. Le unghie sono completamente retrattili, l'andatura è digitigrada. È privo delle caratteristiche ghiandole odorifere perianali.

## Biologia

### Comportamento
È una specie arboricola, solitaria e notturna ed è abbastanza rara all'interno del suo areale. Passa gran parte del giorno all'interno di alberi cavi e scende a terra solo per procurarsi il cibo.

### Alimentazione
Si nutre principalmente di piccoli animali come rane, lucertole, roditori, uova d'uccello, insetti e bacche.

### Riproduzione
La stagione riproduttiva va da febbraio ad agosto. La media dei piccoli nati per ogni parto è 2-4. 

## Distribuzione e habitat
Questa specie è diffusa nel Subcontinente indiano, in Indocina e in Cina.
Vive nelle foreste pluviali sempreverdi a foglia larga, le foreste subtropicali di sempreverdi e quelle monsoniche fino a 2.700 metri di altitudine. È stata occasionalmente osservata cacciare ai margini delle foreste ed in habitat degradati.

## Tassonomia
State riconosciute due sottospecie:
- P.p.pardicolor: Stati indiani dell'Assam, Arunachal Pradesh, Sikkim, West Bengal, Nagaland; Nepal, Bhutan, Myanmar, province cinesi dello Xizang, Yunnan nord-occidentale ;
- P.p.presina (Thomas, 1925): province cinesi dello Yunnan, Guizhou, Guangxi, Hunan, Sichuan, Jiangxi, Guangdong, Thailandia, Vietnam, Laos, Cambogia sud-occidentale.

## Conservazione
La IUCN Red List, considerato il vasto Areale, classifica P.pardicolor come specie a rischio minimo (Least Concern).